# Liga Mistrzyń w piłce siatkowej (2019/2020)
Liga Mistrzyń 2019/2020 (oficjalna nazwa 2020 CEV Volleyball Champions League - Women) – 20. sezon Ligi Mistrzyń rozgrywanej od 2000 roku, organizowanej przez Europejską Konfederację Piłki Siatkowej (CEV) w ramach europejskich pucharów dla żeńskich klubowych zespołów siatkarskich z Europy.

## Drużyny uczestniczące
- Marica Płowdiw
- LP Viesti Salo
- RC Cannes
- Nantes VB
- Allianz MTV Stuttgart
- ŁKS Commercecon Łódź
- Grot Budowlani Łódź
- Dinamo Moskwa
- Lokomotiw Kaliningrad
- Urałoczka Jekaterynburg
- CS Volei Alba Blaj
- Nova Branik Maribor
- VakıfBank SK
- Eczacıbaşı Stambuł
- Fenerbahçe
- Imoco Volley Conegliano
- Igor Gorgonzola Novara
- Savino Del Bene Scandicci

Zakwalifikowane drużyny
- Chimik Jużne
- Vasas Óbuda Budapest

## Rozgrywki

### Faza grupowa
awans do play-off

#### Grupa A
Tabela
| Lp. | Drużyna             | Mecze | Mecze   | Mecze   | Pkt | Sety | Sety | Sety  | Małe punkty | Małe punkty | Małe punkty |
| Lp. | Drużyna             | M     | W (3:2) | P (2:3) | Pkt | wyg. | prz. | ratio | zdob.       | str.        | ratio       |
| --- | ------------------- | ----- | ------- | ------- | --- | ---- | ---- | ----- | ----------- | ----------- | ----------- |
| 1   | Eczacıbaşı Stambuł  | 6     | 6 (3)   | 0 (0)   | 15  | 18   | 6    | 3.000 | 437         | 350         | 1.249       |
| 2   | Fenerbahçe          | 6     | 4 (0)   | 2 (2)   | 14  | 16   | 6    | 2.667 | 432         | 360         | 1.200       |
| 3   | Grot Budowlani Łódź | 6     | 2 (0)   | 4 (1)   | 7   | 8    | 13   | 0.615 | 339         | 371         | 0.914       |
| 4   | LP Viesti Salo      | 6     | 0 (0)   | 6 (0)   | 0   | 1    | 18   | 0.056 | 274         | 401         | 0.683       |

Źródło: cev.lu (ang.)
Punktacja: 3:0 i 3:1 – 3 pkt; 3:2 – 2 pkt; 2:3 – 1 pkt; 1:3 i 0:3 – 0 pkt
Zasady ustalania kolejności: 1. liczba zwycięstw, 2. liczba punktów, 3. stosunek setów, 4. stosunek małych punktów, 5. bilans w bezpośrednich meczach
Wyniki
| Data       | Godz. | Drużyna 1           | Wynik | Drużyna 2           | 1     | 2     | 3     | 4     | 5     | Widzów | *  |
| ---------- | ----- | ------------------- | ----- | ------------------- | ----- | ----- | ----- | ----- | ----- | ------ | -- |
| 19.11.2019 | 17:30 | Eczacıbaşı Stambuł  | 3:2   | Fenerbahçe          | 25:23 | 25:18 | 23:25 | 22:25 | 15:10 | 4500   | 1  |
| 20.11.2019 | 18:00 | Grot Budowlani Łódź | 3:1   | LP Viesti Salo      | 25:16 | 25:12 | 18:25 | 25:22 |       | 1000   | 2  |
| 26.11.2019 | 19:00 | LP Viesti Salo      | 0:3   | Eczacıbaşı Stambuł  | 22:25 | 10:25 | 14:25 |       |       | 1205   | 3  |
| 28.11.2019 | 19:00 | Fenerbahçe          | 3:0   | Grot Budowlani Łódź | 25:20 | 25:12 | 25:13 |       |       | 1000   | 4  |
| 18.12.2019 | 19:00 | LP Viesti Salo      | 0:3   | Fenerbahçe          | 10:25 | 16:25 | 14:25 |       |       | 651    | 5  |
| 18.12.2019 | 18:00 | Grot Budowlani Łódź | 0:3   | Eczacıbaşı Stambuł  | 17:25 | 16:25 | 22:25 |       |       | 1300   | 6  |
| 22.01.2020 | 17:30 | Eczacıbaşı Stambuł  | 3:0   | LP Viesti Salo      | 25:16 | 25:13 | 25:13 |       |       | 1650   | 7  |
| 22.01.2020 | 18:00 | Grot Budowlani Łódź | 0:3   | Fenerbahçe          | 20:25 | 21:25 | 22:25 |       |       | 1870   | 8  |
| 05.02.2020 | 18:30 | LP Viesti Salo      | 0:3   | Grot Budowlani Łódź | 31:33 | 21:25 | 19:25 |       |       | 1532   | 9  |
| 06.02.2020 | 19:00 | Fenerbahçe          | 2:3   | Eczacıbaşı Stambuł  | 22:25 | 25:16 | 24:26 | 25:20 | 10:15 | 5572   | 10 |
| 18.02.2020 | 17:00 | Eczacıbaşı Stambuł  | 3:2   | Grot Budowlani Łódź | 17:25 | 25:27 | 25:19 | 25:21 | 15:7  | 1800   | 11 |
| 18.02.2020 | 20:00 | Fenerbahçe          | 3:0   | LP Viesti Salo      | 25:17 | 25:12 | 25:14 |       |       | 800    | 12 |

#### Grupa B
Tabela
| Lp. | Drużyna                   | Mecze | Mecze   | Mecze   | Pkt | Sety | Sety | Sety  | Małe punkty | Małe punkty | Małe punkty |
| Lp. | Drużyna                   | M     | W (3:2) | P (2:3) | Pkt | wyg. | prz. | ratio | zdob.       | str.        | ratio       |
| --- | ------------------------- | ----- | ------- | ------- | --- | ---- | ---- | ----- | ----------- | ----------- | ----------- |
| 1   | VakıfBank SK              | 6     | 5 (1)   | 1 (1)   | 15  | 17   | 5    | 3.400 | 444         | 355         | 1.251       |
| 2   | Savino Del Bene Scandicci | 6     | 5 (2)   | 1 (0)   | 13  | 15   | 9    | 1.667 | 442         | 423         | 1.045       |
| 3   | Lokomotiw Kaliningrad     | 6     | 2 (0)   | 4 (2)   | 8   | 11   | 12   | 0.917 | 456         | 422         | 1.081       |
| 4   | Nova Branik Maribor       | 6     | 0 (0)   | 6 (0)   | 0   | 1    | 18   | 0.056 | 233         | 375         | 0.621       |

Źródło: cev.lu (ang.)
Punktacja: 3:0 i 3:1 – 3 pkt; 3:2 – 2 pkt; 2:3 – 1 pkt; 1:3 i 0:3 – 0 pkt
Zasady ustalania kolejności: 1. liczba zwycięstw, 2. liczba punktów, 3. stosunek setów, 4. stosunek małych punktów, 5. bilans w bezpośrednich meczach
Wyniki
| Data       | Godz. | Drużyna 1                 | Wynik | Drużyna 2                 | 1     | 2     | 3     | 4     | 5     | Widzów | *  |
| ---------- | ----- | ------------------------- | ----- | ------------------------- | ----- | ----- | ----- | ----- | ----- | ------ | -- |
| 20.11.2019 | 18:00 | VakıfBank SK              | 2:3   | Savino Del Bene Scandicci | 21:25 | 25:19 | 25:13 | 15:25 | 11:15 | 1480   | 1  |
| 20.11.2019 | 19:00 | Lokomotiw Kaliningrad     | 3:0   | Nova Branik Maribor       | 25:18 | 25:14 | 25:11 |       |       | 4180   | 2  |
| 27.11.2019 | 19:00 | Nova Branik Maribor       | 0:3   | VakıfBank SK              | 13:25 | 17:25 | 14:25 |       |       | 1400   | 3  |
| 27.11.2019 | 20:30 | Savino Del Bene Scandicci | 3:1   | Lokomotiw Kaliningrad     | 26:24 | 23:25 | 26:24 | 25:21 |       | 1258   | 4  |
| 17.12.2019 | 19:00 | Lokomotiw Kaliningrad     | 2:3   | VakıfBank SK              | 34:32 | 25:21 | 19:25 | 24:26 | 10:15 | 5287   | 5  |
| 18.12.2019 | 20:30 | Savino Del Bene Scandicci | 3:0   | Nova Branik Maribor       | 25:16 | 25:22 | 25:16 |       |       | 897    | 6  |
| 22.01.2020 | 19:00 | Lokomotiw Kaliningrad     | 2:3   | Savino Del Bene Scandicci | 17:25 | 25:23 | 21:25 | 25:16 | 12:15 | 5290   | 7  |
| 23.01.2020 | 19:00 | VakıfBank SK              | 3:0   | Nova Branik Maribor       | 25:15 | 25:11 | 25:10 |       |       | 1850   | 8  |
| 04.02.2020 | 18:00 | Nova Branik Maribor       | 0:3   | Lokomotiw Kaliningrad     | 17:25 | 21:25 | 18:25 |       |       | 850    | 9  |
| 05.02.2020 | 20:30 | Savino Del Bene Scandicci | 0:3   | VakıfBank SK              | 26:28 | 19:25 | 21:25 |       |       | 1070   | 10 |
| 18.02.2020 | 19:30 | VakıfBank SK              | 3:0   | Lokomotiw Kaliningrad     | 25:22 | 25:11 | 25:18 |       |       | 1750   | 11 |
| 18.02.2020 | 18:00 | Nova Branik Maribor       | 1:3   | Savino Del Bene Scandicci | 25:23 | 20:25 | 20:25 | 14:25 |       | 1025   | 12 |

#### Grupa C
Tabela
| Lp. | Drużyna                | Mecze | Mecze   | Mecze   | Pkt | Sety | Sety | Sety  | Małe punkty | Małe punkty | Małe punkty |
| Lp. | Drużyna                | M     | W (3:2) | P (2:3) | Pkt | wyg. | prz. | ratio | zdob.       | str.        | ratio       |
| --- | ---------------------- | ----- | ------- | ------- | --- | ---- | ---- | ----- | ----------- | ----------- | ----------- |
| 1   | Igor Gorgonzola Novara | 6     | 5 (1)   | 1 (0)   | 14  | 16   | 5    | 3.200 | 417         | 296         | 1.409       |
| 2   | Allianz MTV Stuttgart  | 6     | 4 (0)   | 2 (1)   | 13  | 14   | 9    | 1.556 | 434         | 432         | 1.005       |
| 3   | ŁKS Commercecon Łódź   | 6     | 3 (2)   | 3 (1)   | 8   | 12   | 14   | 0.857 | 469         | 479         | 0.979       |
| 4   | Chimik Jużne           | 6     | 0 (0)   | 6 (1)   | 1   | 4    | 18   | 0.222 | 340         | 453         | 0.751       |

Źródło: cev.lu (ang.)
Punktacja: 3:0 i 3:1 – 3 pkt; 3:2 – 2 pkt; 2:3 – 1 pkt; 1:3 i 0:3 – 0 pkt
Zasady ustalania kolejności: 1. liczba zwycięstw, 2. liczba punktów, 3. stosunek setów, 4. stosunek małych punktów, 5. bilans w bezpośrednich meczach
Wyniki
| Data       | Godz. | Drużyna 1              | Wynik | Drużyna 2              | 1     | 2     | 3     | 4     | 5     | Widzów | *  |
| ---------- | ----- | ---------------------- | ----- | ---------------------- | ----- | ----- | ----- | ----- | ----- | ------ | -- |
| 19.11.2019 | 18:00 | ŁKS Commercecon Łódź   | 3:2   | Allianz MTV Stuttgart  | 16:25 | 25:22 | 25:19 | 16:25 | 15:10 | 1950   | 1  |
| 20.11.2019 | 20:30 | Igor Gorgonzola Novara | 3:0   | Chimik Jużne           | 25:17 | 25:10 | 25:7  |       |       | 1600   | 2  |
| 26.11.2019 | 18:00 | Chimik Jużne           | 2:3   | ŁKS Commercecon Łódź   | 25:23 | 25:17 | 20:25 | 18:25 | 8:15  | 1550   | 3  |
| 27.11.2019 | 19:00 | Allianz MTV Stuttgart  | 3:1   | Igor Gorgonzola Novara | 11:25 | 25:20 | 25:18 | 25:23 |       | 1784   | 4  |
| 17.12.2019 | 18:00 | Chimik Jużne           | 1:3   | Allianz MTV Stuttgart  | 22:25 | 16:25 | 25:22 | 26:28 |       | 1500   | 5  |
| 17.12.2019 | 18:00 | ŁKS Commercecon Łódź   | 2:3   | Igor Gorgonzola Novara | 25:22 | 15:25 | 9:25  | 25:19 | 10:15 | 1600   | 6  |
| 23.01.2020 | 18:00 | ŁKS Commercecon Łódź   | 3:1   | Chimik Jużne           | 25:15 | 25:19 | 23:25 | 25:22 |       | 2500   | 7  |
| 23.01.2020 | 20:30 | Igor Gorgonzola Novara | 3:0   | Allianz MTV Stuttgart  | 25:11 | 25:22 | 25:19 |       |       | 2800   | 8  |
| 04.02.2020 | 18:00 | Chimik Jużne           | 0:3   | Igor Gorgonzola Novara | 14:25 | 14:25 | 12:25 |       |       | 1400   | 9  |
| 05.02.2020 | 19:00 | Allianz MTV Stuttgart  | 3:1   | ŁKS Commercecon Łódź   | 17:25 | 28:26 | 25:16 | 25:18 |       | 2163   | 10 |
| 18.02.2020 | 19:00 | Allianz MTV Stuttgart  | 3:0   | Chimik Jużne           | 25:21 | 25:19 | 25:17 |       |       | 1833   | 11 |
| 18.02.2020 | 20:30 | Igor Gorgonzola Novara | 3:0   | ŁKS Commercecon Łódź   | 25:21 | 25:20 | 26:24 |       |       | 1800   | 12 |

#### Grupa D
Tabela
| Lp. | Drużyna                 | Mecze | Mecze   | Mecze   | Pkt | Sety | Sety | Sety  | Małe punkty | Małe punkty | Małe punkty |
| Lp. | Drużyna                 | M     | W (3:2) | P (2:3) | Pkt | wyg. | prz. | ratio | zdob.       | str.        | ratio       |
| --- | ----------------------- | ----- | ------- | ------- | --- | ---- | ---- | ----- | ----------- | ----------- | ----------- |
| 1   | Imoco Volley Conegliano | 6     | 6 (1)   | 0 (0)   | 17  | 18   | 2    | 9.000 | 409         | 297         | 1.377       |
| 2   | Nantes VB               | 6     | 3 (0)   | 3 (0)   | 9   | 10   | 11   | 0.909 | 410         | 395         | 1.038       |
| 3   | CS Volei Alba Blaj      | 6     | 3 (0)   | 3 (0)   | 9   | 10   | 11   | 0.909 | 371         | 412         | 0.900       |
| 4   | Vasas Óbuda Budapest    | 6     | 0 (0)   | 6 (1)   | 1   | 4    | 18   | 0.222 | 351         | 437         | 0.803       |

Źródło: cev.lu (ang.)
Punktacja: 3:0 i 3:1 – 3 pkt; 3:2 – 2 pkt; 2:3 – 1 pkt; 1:3 i 0:3 – 0 pkt
Zasady ustalania kolejności: 1. liczba zwycięstw, 2. liczba punktów, 3. stosunek setów, 4. stosunek małych punktów, 5. bilans w bezpośrednich meczach
Wyniki
| Data       | Godz. | Drużyna 1               | Wynik | Drużyna 2               | 1     | 2     | 3     | 4     | 5    | Widzów | *  |
| ---------- | ----- | ----------------------- | ----- | ----------------------- | ----- | ----- | ----- | ----- | ---- | ------ | -- |
| 19.11.2019 | 19:30 | Nantes VB               | 3:1   | CS Volei Alba Blaj      | 25:19 | 20:25 | 25:12 | 25:16 |      | 2270   | 1  |
| 19.11.2019 | 20:30 | Imoco Volley Conegliano | 3:2   | Vasas Óbuda Budapest    | 21:25 | 25:20 | 25:10 | 23:25 | 15:4 | 3031   | 2  |
| 26.11.2019 | 19:00 | Vasas Óbuda Budapest    | 0:3   | Nantes VB               | 23:25 | 22:25 | 11:25 |       |      | 760    | 3  |
| 27.11.2019 | 17:00 | CS Volei Alba Blaj      | 0:3   | Imoco Volley Conegliano | 22:25 | 14:25 | 22:25 |       |      | 1500   | 4  |
| 17.12.2019 | 19:30 | Nantes VB               | 0:3   | Imoco Volley Conegliano | 22:25 | 18:25 | 22:25 |       |      | 2485   | 5  |
| 19.12.2019 | 19:00 | Vasas Óbuda Budapest    | 1:3   | CS Volei Alba Blaj      | 20:25 | 16:25 | 25:13 | 18:25 |      | 650    | 6  |
| 21.01.2020 | 19:30 | Nantes VB               | 3:1   | Vasas Óbuda Budapest    | 25:23 | 15:25 | 25:22 | 25:18 |      | 2021   | 7  |
| 22.01.2020 | 20:30 | Imoco Volley Conegliano | 3:0   | CS Volei Alba Blaj      | 25:16 | 25:16 | 25:17 |       |      | 3063   | 8  |
| 05.02.2020 | 17:00 | CS Volei Alba Blaj      | 3:1   | Nantes VB               | 27:29 | 25:13 | 27:25 | 25:21 |      | 1509   | 9  |
| 06.02.2020 | 19:00 | Vasas Óbuda Budapest    | 0:3   | Imoco Volley Conegliano | 12:25 | 19:25 | 13:25 |       |      | 1155   | 10 |
| 18.02.2020 | 17:00 | CS Volei Alba Blaj      | 3:0   | Vasas Óbuda Budapest    | 25:23 | 25:16 | 25:21 |       |      | 1580   | 11 |
| 18.02.2020 | 19:00 | Imoco Volley Conegliano | 3:0   | Nantes VB               | 25:23 | 25:19 | 25:17 |       |      | 2803   | 12 |

#### Grupa E
Tabela
| Lp. | Drużyna                 | Mecze | Mecze   | Mecze   | Pkt | Sety | Sety | Sety  | Małe punkty | Małe punkty | Małe punkty |
| Lp. | Drużyna                 | M     | W (3:2) | P (2:3) | Pkt | wyg. | prz. | ratio | zdob.       | str.        | ratio       |
| --- | ----------------------- | ----- | ------- | ------- | --- | ---- | ---- | ----- | ----------- | ----------- | ----------- |
| 1   | Dinamo Moskwa           | 6     | 4 (0)   | 2 (0)   | 12  | 13   | 8    | 1.625 | 427         | 387         | 1.103       |
| 2   | RC Cannes               | 6     | 3 (1)   | 3 (1)   | 9   | 12   | 12   | 1.000 | 469         | 442         | 1.061       |
| 3   | Marica Płowdiw          | 6     | 3 (1)   | 3 (1)   | 9   | 13   | 13   | 1.000 | 439         | 456         | 0.963       |
| 4   | Urałoczka Jekaterynburg | 6     | 2 (2)   | 4 (2)   | 6   | 11   | 16   | 0.688 | 445         | 495         | 0.899       |

Źródło: cev.lu (ang.)
Punktacja: 3:0 i 3:1 – 3 pkt; 3:2 – 2 pkt; 2:3 – 1 pkt; 1:3 i 0:3 – 0 pkt
Zasady ustalania kolejności: 1. liczba zwycięstw, 2. liczba punktów, 3. stosunek setów, 4. stosunek małych punktów, 5. bilans w bezpośrednich meczach
Wyniki
| Data       | Godz. | Drużyna 1               | Wynik | Drużyna 2               | 1     | 2     | 3     | 4     | 5     | Widzów | *  |
| ---------- | ----- | ----------------------- | ----- | ----------------------- | ----- | ----- | ----- | ----- | ----- | ------ | -- |
| 19.11.2019 | 20:30 | RC Cannes               | 3:1   | Marica Płowdiw          | 26:24 | 18:25 | 25:7  | 25:19 |       | 800    | 1  |
| 21.11.2019 | 19:00 | Dinamo Moskwa           | 3:1   | Urałoczka Jekaterynburg | 25:18 | 22:25 | 25:17 | 25:20 |       | 1600   | 2  |
| 27.11.2019 | 19:00 | Urałoczka Jekaterynburg | 2:3   | RC Cannes               | 28:26 | 14:25 | 25:23 | 16:25 | 12:15 | 3910   | 3  |
| 27.11.2019 | 18:30 | Marica Płowdiw          | 1:3   | Dinamo Moskwa           | 18:25 | 25:22 | 17:25 | 17:25 |       | 3750   | 4  |
| 17.12.2019 | 20:00 | RC Cannes               | 3:0   | Dinamo Moskwa           | 25:22 | 28:26 | 25:22 |       |       | 1551   | 5  |
| 19.12.2019 | 19:00 | Urałoczka Jekaterynburg | 3:2   | Marica Płowdiw          | 25:17 | 18:25 | 18:25 | 25:22 | 15:13 | 1531   | 6  |
| 21.01.2020 | 20:30 | RC Cannes               | 2:3   | Urałoczka Jekaterynburg | 26:24 | 22:25 | 21:25 | 25:21 | 13:15 | 952    | 7  |
| 23.01.2020 | 19:00 | Dinamo Moskwa           | 1:3   | Marica Płowdiw          | 23:25 | 25:18 | 23:25 | 17:25 |       | 1300   | 8  |
| 05.02.2020 | 18:30 | Marica Płowdiw          | 3:1   | RC Cannes               | 17:25 | 25:18 | 25:12 | 25:21 |       | 3500   | 9  |
| 06.02.2020 | 19:00 | Urałoczka Jekaterynburg | 0:3   | Dinamo Moskwa           | 20:25 | 16:25 | 23:25 |       |       | 2132   | 10 |
| 18.02.2020 | 19:00 | Dinamo Moskwa           | 3:0   | RC Cannes               | 25:22 | 25:20 | 25:22 |       |       | 1900   | 11 |
| 18.02.2020 | 18:30 | Marica Płowdiw          | 3:2   | Urałoczka Jekaterynburg | 25:19 | 21:25 | 25:17 | 22:25 | 20:18 | 4450   | 12 |

### Faza play-off

#### Ćwierćfinały
| Data       | Godz. | Drużyna 1                 | Wynik | Drużyna 2               | 1     | 2     | 3     | 4 | 5 | Widzów | * |
| ---------- | ----- | ------------------------- | ----- | ----------------------- | ----- | ----- | ----- | - | - | ------ | - |
|            |       | Fenerbahçe                |       | Igor Gorgonzola Novara  |       |       |       |   |   |        | 1 |
|            |       | Fenerbahçe                |       | Igor Gorgonzola Novara  |       |       |       |   | 2 |        |   |
| 03.03.2020 | 19:00 | Dinamo Moskwa             | 0:3   | VakıfBank SK            | 13:25 | 17:25 | 17:25 |   |   | 1800   | 3 |
| 12.03.2020 | 19:30 | Dinamo Moskwa             | 0:3   | VakıfBank SK            | 13:25 | 18:25 | 15:25 |   |   | 650    | 4 |
|            |       | Savino Del Bene Scandicci |       | Eczacıbaşı Stambuł      |       |       |       |   |   |        | 5 |
|            |       | Savino Del Bene Scandicci |       | Eczacıbaşı Stambuł      |       |       |       |   | 6 |        |   |
| 04.03.2020 | 19:00 | Allianz MTV Stuttgart     | 0:3   | Imoco Volley Conegliano | 17:25 | 16:25 | 20:25 |   |   | 1577   | 7 |
|            |       | Allianz MTV Stuttgart     |       | Imoco Volley Conegliano |       |       |       |   | 8 |        |   |

- Rewanżowy mecz pomiędzy drużynami Imoco Volley Conegliano a VC Stuttgart został odwołany w związku z rozpostrzenianiem się koronawirusa we Włoszech. Klub Imoco Volley Conegliano automatycznie awansował do półfinału[1].

#### Półfinały
| Data | Godz. | Drużyna 1 | Wynik | Drużyna 2               | 1 | 2 | 3 | 4 | 5 | Widzów | * |
| ---- | ----- | --------- | ----- | ----------------------- | - | - | - | - | - | ------ | - |
|      |       | ?         |       | VakıfBank SK            |   |   |   |   |   |        |   |
|      |       | ?         |       | VakıfBank SK            |   |   |   |   |   |        |   |
|      |       | ?         |       | Imoco Volley Conegliano |   |   |   |   |   |        |   |
|      |       | ?         |       | Imoco Volley Conegliano |   |   |   |   |   |        |   |